# 筠阳街道
筠阳街道，是中华人民共和国江西省宜春市高安市下辖的一个乡镇级行政单位。

## 行政区划
筠阳街道下辖以下地区：
程家巷社区、筠泉社区、胜利社区、朝阳社区、关下社区、永安社区、世纪桥社区、南门村、聂圩村、新沙村、院背村、杭桥村、东门村、左桥村、茜头村和清湖村。